# Curie
 For fysikeren, se Marie Curie.
 For månekrateret, se Curie (månekrater). (Se også artikler, som begynder med Curie)
En curie (Ci) er i fysik en måleenhed for aktiviteten af en radioaktiv kilde. Per definition er 1 Ci lig 3,7 {\displaystyle \cdot } 1010 Bq.
En curie er omtrent lig antallet af henfald pr. sekund i 1 g af radium-isotopen Ra-226.
Enheden er opkaldt efter Marie Curie, som var en af kernefysikkens pionerer.